# NGC 2569
NGC 2569 je galaksija u zviježđu Raku.

## Vanjske poveznice
- SEDS: NGC 2569